# Đại Lâm
Đại Lâm là một xã thuộc huyện Lạng Giang, tỉnh Bắc Giang, Việt Nam.

## Địa lý
Phía Bắc giáp xã Xương Lâm, phía Nam giáp xã Lão Hộ, phía Đông giáp xã Thanh Lâm, phía Tây giáp xã Thái Đào. Đại Lâm là một xã cách trung tâm thành phố Bắc Giang 10 km và cách thủ đô Hà Nội 60 km.

## Hành chính
Đại Lâm gồm 8 thôn và 1 tổ dân phố: Thôn Dầu, Hậu, Lải, Tiền, Biếc, Rễu, Trạng, Đại Giáp, Tổ dân phố Đại Lâm.